# Pelle der Eroberer
Pelle der Eroberer (dänisch Pelle Erobreren) ist ein Roman von Martin Andersen Nexø.
Der autobiographisch geprägte Roman erschien in vier Teilen zwischen 1906 und 1910.
- 1906: Barndom („Kindheit“)
- 1907: Læreaar („Lehrjahre“)
- 1909: Den store Kamp („Der große Kampf“)
- 1910: Gryet („Morgengrauen“)

Auf Deutsch wurde er erstmals 1912 unter dem Titel Pelle der Eroberer in der Übersetzung von Mathilde Mann im Leipziger Insel-Verlag veröffentlicht.

## Inhalt
Andersen Nexø knüpft in seinem Werk an den „bürgerlichen Bildungsroman“ an, den er um die „soziale Dimension“ erweitert. Diese wird in den ersten drei Teilen in drei unterschiedlichen Milieus (plattes Land, Kleinstadt und Metropole) vor dem Hintergrund tiefgreifender sozialer Veränderungen im ausgehenden 19. Jahrhundert geschildert.
Der achtjährige Pelle verlässt mit seinem verwitweten Vater 1877 von der Armut getrieben das heimatliche Schweden mit dem Schiff. Sie lassen sich auf der zu Dänemark gehörenden Insel Bornholm nieder, die Brot und Auskommen verspricht. Der Vater und er finden Anstellung auf dem riesigen Steinhof der Kongstrups, wo sie wie Handlanger behandelt werden. Pelle hütet Kühe, sein Vater leidet zunehmend unter den Demütigungen des Brotgebers. Pelle hingegen verliert nie den Glauben an eine bessere Zukunft. Er verlässt als Heranwachsender den Hof und zieht in die Provinzstadt, wo er das Schusterhandwerk erlernt. Da er als Geselle dort keine Anstellung erhält, zieht er weiter in die Hauptstadt Kopenhagen, wo er verschiedenen Beschäftigungen nachgeht, eine eigene Familie gründet, sich gewerkschaftlich organisiert und zeitweise ein führendes Mitglied der erstarkenden Arbeiterbewegung wird. Nach einer mehrjährigen politisch motivierten Haftstrafe gelingt es Pelle, wieder Fuß zu fassen und mit Hilfe eines begüterten Bibliothekars eine Genossenschaft zu gründen. Trotz der widrigen Umstände, die ihm immer wieder begegnen, verlernt er nie, an das Glück zu glauben, dass er und alle Unterprivilegierten einmal keinen Mangel mehr leiden müssen und sieht sich zunehmend in die seit Kindertagen erträumte Rolle des „Eroberers“ hineinwachsen.

## Ausgaben
- Martin Andersen Nexö: Pelle der Eroberer. Büchergilde Gutenberg, 1929

- Martin Andersen Nexö: Pelle der Eroberer. Aufbau-Verlag, Berlin und Weimar 1972, aus dem dänischen übersetzt von Mathilde Mann
- Martin Andersen Nexö: Pelle der Eroberer. Arena-Verlag, Würzburg 2002.

1. Ein neues Leben, ISBN 3-401-05469-4.
2. Der Aufbruch, ISBN 3-401-05476-7.

- Martin Andersen Nexö: Pelle der Eroberer. Das Hörspiel. Der Audio-Verlag, Berlin 2004, ISBN 3-89813-320-6 (2 CDs).

## Verfilmungen
- Christian Steinke (Regie): Pelle, der Eroberer (Fernsehfilm, DDR 1986) mit Martin Trettau, Klaus Manchen, Ursula Karusseit u. a.
- Bille August (Regie, Drehbuch): Pelle, der Eroberer. Concorde Home Entertainment, München 2003 (1 DVD, Hauptdarsteller Max von Sydow, Pelle Hvenegaard u. a.). Der Film wurde 1987 produziert und umfasst den ersten Teil des Romans; er wurde 1989 mit einem Oscar für den besten fremdsprachigen Film ausgezeichnet.

## Hörspiel
2004 produzierte der MDR eine fünfteilige Funkfassung von Caren Fischer unter dem gleichen Titel. Die Regie führte Götz Fritsch. Die Produktion wurde als Hörspiel des Monats Juni 2004 ausgezeichnet.